# Arpaillargues-et-Aureillac
Arpaillargues-et-Aureillac est une commune française située dans l'est du département du Gard, en région Occitanie.
Exposée à un climat méditerranéen, elle est drainée par le Les Seynes et par divers autres petits cours d'eau. Incluse dans les gorges du Gardon.
Arpaillargues-et-Aureillac est une commune rurale qui compte 1 048 habitants en 2022, après avoir connu une forte hausse de la population depuis 1962. Elle est dans l'agglomération d'Uzès et fait partie de l'aire d'attraction d'Uzès. Ses habitants sont appelés les Arpaillargois ou  Arpaillargoises.
Le patrimoine architectural de la commune comprend un immeuble protégé au titre des monuments historiques : la Maison Fage, inscrite en 1964.

## Géographie
Le village est situé à 20 km au nord de Nîmes et à 4 km à l'ouest d'Uzès, au centre du Gard.

### Communes limitrophes
| Serviers-et-Labaume | Montaren-et-Saint-Médiers  |      |
| Aubussargues        | Arpaillargues-et-Aureillac | Uzès |
| Bourdic             | Blauzac                    |      |

### Climat
Pour des articles plus généraux, voir Climat de l'Occitanie et Climat du Gard.
En 2010, le climat de la commune est de type climat méditerranéen franc, selon une étude s'appuyant sur une série de données couvrant la période 1971-2000. En 2020, Météo-France publie une typologie des climats de la France métropolitaine dans laquelle la commune est exposée à un climat méditerranéen et est dans la région climatique Provence, Languedoc-Roussillon, caractérisée par une pluviométrie faible en été, un très bon ensoleillement (2 600 h/an), un été chaud (21,5 °C), un air très sec en été, sec en toutes saisons, des vents forts (fréquence de 40 à 50 % de vents > 5 m/s) et peu de brouillards.
Pour la période 1971-2000, la température annuelle moyenne est de 14 °C, avec  une amplitude thermique annuelle de 17,9 °C. Le cumul annuel moyen de précipitations est de 808 mm, avec 6,4 jours de précipitations en janvier et 3 jours en juillet. Pour la période 1991-2020, la température moyenne annuelle observée sur la station météorologique la plus proche, située sur la commune d'Uzès à 4 km à vol d'oiseau, est de 14,5 °C et le cumul annuel moyen de précipitations est de 809,4 mm,. Pour l'avenir, les paramètres climatiques de la commune estimés pour 2050 selon différents scénarios d’émission de gaz à effet de serre sont consultables sur un site dédié publié par Météo-France en novembre 2022.

### Milieux naturels et biodiversité

#### Espaces protégés
La protection réglementaire est le mode d’intervention le plus fort pour préserver des espaces naturels remarquables et leur biodiversité associée,.
La commune fait également partie des gorges du Gardon, un territoire  reconnu réserve de biosphère par l'UNESCO en 2015 pour l'importante biodiversité qui la caractérise, mariant garrigues, plaines agricoles et yeuseraies,.

## Urbanisme

### Typologie
Au 1er janvier 2024, Arpaillargues-et-Aureillac est catégorisée commune rurale à habitat dispersé, selon la nouvelle grille communale de densité à sept niveaux définie par l'Insee en 2022.
Elle appartient à l'unité urbaine d'Uzès, une agglomération intra-départementale regroupant quatre  communes, dont elle est une commune de la banlieue,,. Par ailleurs la commune fait partie de l'aire d'attraction d'Uzès, dont elle est une commune de la couronne,. Cette aire, qui regroupe 18 communes, est catégorisée dans les aires de moins de 50 000 habitants,.

### Occupation des sols
L'occupation des sols de la commune, telle qu'elle ressort de la base de données européenne d’occupation biophysique des sols Corine Land Cover (CLC), est marquée par l'importance des territoires agricoles (63,9 % en 2018), une proportion sensiblement équivalente à celle de 1990 (63,5 %). La répartition détaillée en 2018 est la suivante : 
cultures permanentes (42,5 %), forêts (29,8 %), zones agricoles hétérogènes (16,2 %), terres arables (5,1 %), zones urbanisées (3,2 %), milieux à végétation arbustive et/ou herbacée (3,1 %). L'évolution de l’occupation des sols de la commune et de ses infrastructures peut être observée sur les différentes représentations cartographiques du territoire : la carte de Cassini (XVIIIe siècle), la carte d'état-major (1820-1866) et les cartes ou photos aériennes de l'IGN pour la période actuelle (1950 à aujourd'hui).

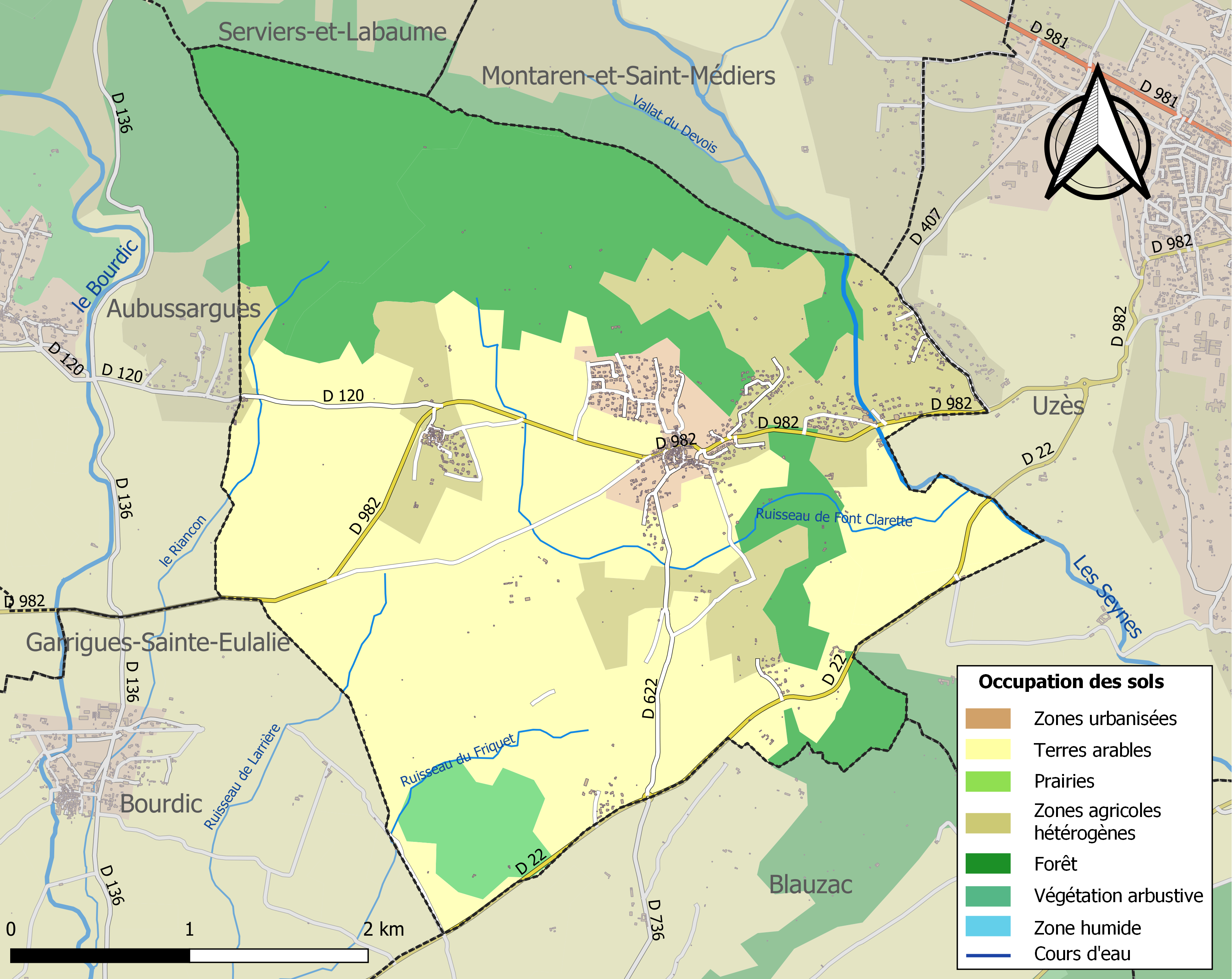
Carte des infrastructures et de l'occupation des sols de la commune en 2018 (CLC).

### Risques majeurs
Le territoire de la commune d'Arpaillargues-et-Aureillac est vulnérable à différents aléas naturels : météorologiques (tempête, orage, neige, grand froid, canicule ou sécheresse), inondations, feux de forêts et séisme (sismicité modérée). Il est également exposé à un risque technologique,  le transport de matières dangereuses. Un site publié par le BRGM permet d'évaluer simplement et rapidement les risques d'un bien localisé soit par son adresse soit par le numéro de sa parcelle.

#### Risques naturels
Certaines parties du territoire communal sont susceptibles d’être affectées par le risque d’inondation par débordement de cours d'eau et par une crue torrentielle ou à montée rapide de cours d'eau, notamment Les Seynes. La commune a été reconnue en état de catastrophe naturelle au titre des dommages causés par les inondations et coulées de boue survenues en 1982, 1983, 1990, 1998, 2002 et 2014,.

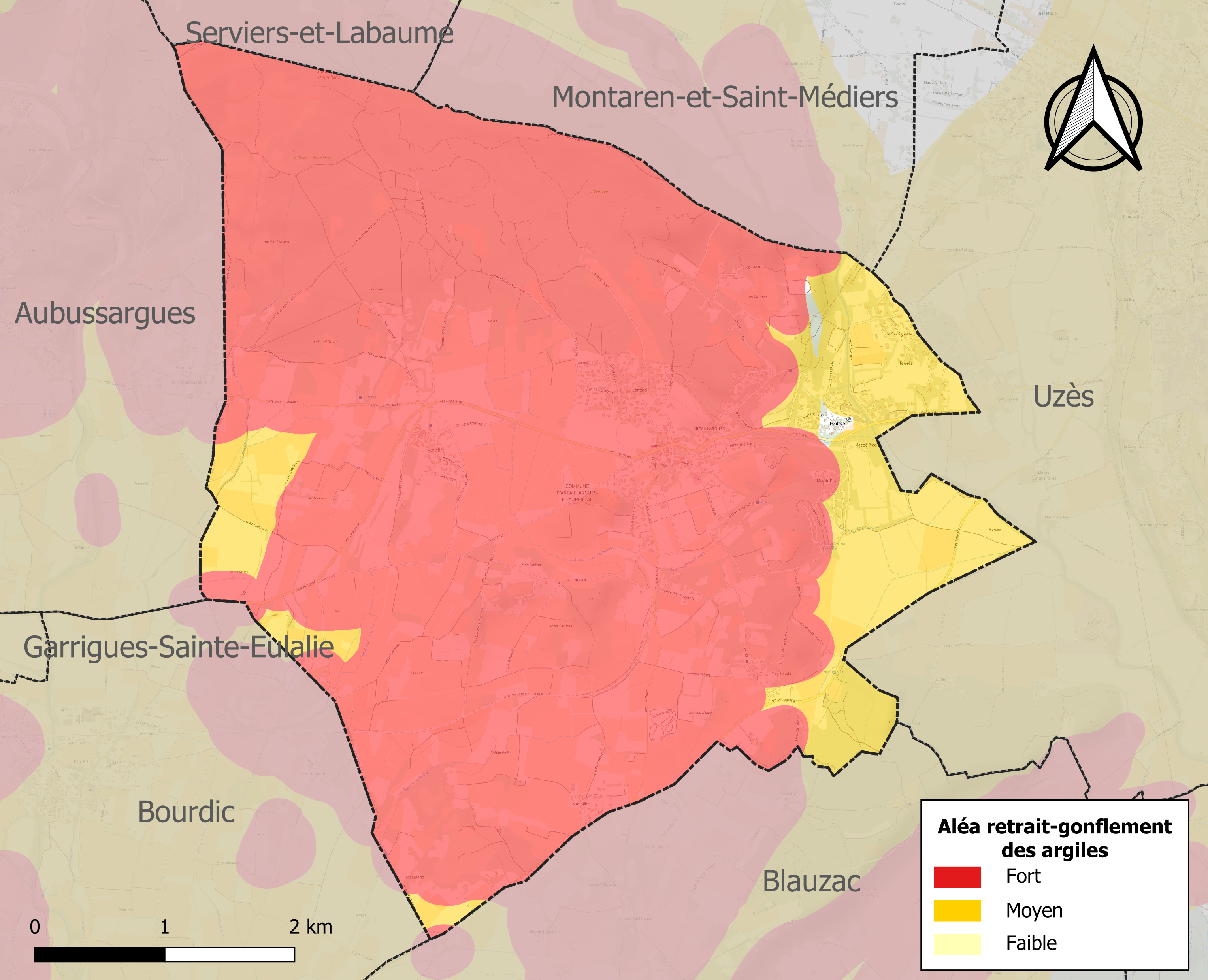
Carte des zones d'aléa retrait-gonflement des sols argileux d'Arpaillargues-et-Aureillac.

Le retrait-gonflement des sols argileux est susceptible d'engendrer des dommages importants aux bâtiments en cas d’alternance de périodes de sécheresse et de pluie. 99,7 % de la superficie communale est en aléa moyen ou fort (67,5 % au niveau départemental et 48,5 % au niveau national). Sur les 585 bâtiments dénombrés sur la commune en 2019, 578 sont en aléa moyen ou fort, soit 99 %, à comparer aux 90 % au niveau départemental et 54 % au niveau national. Une cartographie de l'exposition du territoire national au retrait gonflement des sols argileux est disponible sur le site du BRGM,.
Par ailleurs, afin de mieux appréhender le risque d’affaissement de terrain, l'inventaire national des cavités souterraines permet de localiser celles situées sur la commune.
Concernant les mouvements de terrains, la commune a été reconnue en état de catastrophe naturelle au titre des dommages causés par la sécheresse en 2017 et 2019 et par des mouvements de terrain en 1983.

#### Risques technologiques
Le risque de transport de matières dangereuses sur la commune est lié à sa traversée par des infrastructures routières ou ferroviaires importantes ou la présence d'une canalisation de transport d'hydrocarbures. Un accident se produisant sur de telles infrastructures est en effet susceptible d’avoir des effets graves au bâti ou aux personnes jusqu’à 350 m, selon la nature du matériau transporté. Des dispositions d’urbanisme peuvent être préconisées en conséquence.

## Toponymie
La première mention de la commune est Arpallanicae en 1207 ; celle d'Aureillac (Aurelhac en occitan) est Auriac en 1107.
Les habitants d'Arpaillargues-et-Aureillac sont appelés Arpaillargois.

## Histoire
En 1813, les communes d'Arpaillargues et d'Aureillac fusionnaient pour former la commune actuelle.

## Politique et administration
| Période                                  | Période  | Identité         | Étiquette | Qualité         |
| ---------------------------------------- | -------- | ---------------- | --------- | --------------- |
| mars 2001                                | 2020     | Alain Valantin   | DVD       | Cadre supérieur |
| 2020                                     | En cours | Gérard Dautreppe |           |                 |
| Les données manquantes sont à compléter. |          |                  |           |                 |

## Démographie
L'évolution du nombre d'habitants est connue à travers les recensements de la population effectués dans la commune depuis 1793. Pour les communes de moins de 10 000 habitants, une enquête de recensement portant sur toute la population est réalisée tous les cinq ans, les populations de référence des années intermédiaires étant quant à elles estimées par interpolation ou extrapolation. Pour la commune, le premier recensement exhaustif entrant dans le cadre du nouveau dispositif a été réalisé en 2006.

En 2022, la commune comptait 1 048 habitants, en évolution de +3,87 % par rapport à 2016 (Gard : +2,97 %, France hors Mayotte : +2,11 %).
| 1793 | 1800 | 1806 | 1821 | 1831 | 1836 | 1841 | 1846 | 1851 |
| ---- | ---- | ---- | ---- | ---- | ---- | ---- | ---- | ---- |
| 379  | 385  | 390  | 479  | 448  | 443  | 473  | 491  | 461  |

| 1856 | 1861 | 1866 | 1872 | 1876 | 1881 | 1886 | 1891 | 1896 |
| ---- | ---- | ---- | ---- | ---- | ---- | ---- | ---- | ---- |
| 465  | 459  | 441  | 436  | 422  | 444  | 383  | 358  | 354  |

| 1901 | 1906 | 1911 | 1921 | 1926 | 1931 | 1936 | 1946 | 1954 |
| ---- | ---- | ---- | ---- | ---- | ---- | ---- | ---- | ---- |
| 352  | 355  | 330  | 270  | 281  | 280  | 215  | 239  | 235  |

| 1962 | 1968 | 1975 | 1982 | 1990 | 1999 | 2006 | 2011  | 2016  |
| ---- | ---- | ---- | ---- | ---- | ---- | ---- | ----- | ----- |
| 255  | 265  | 309  | 459  | 667  | 785  | 955  | 1 037 | 1 009 |

| 2021  | 2022  | - | - | - | - | - | - | - |
| ----- | ----- | - | - | - | - | - | - | - |
| 1 046 | 1 048 | - | - | - | - | - | - | - |

La population d'Aureillac fut, avant la fusion de 1813 : 74 en 1793 ; 60 en 1800 ; 96 en 1806.

## Économie

### Revenus
En 2018  (données Insee publiées en septembre 2021), la commune compte 435 ménages fiscaux, regroupant 1 012 personnes. La médiane du revenu disponible par unité de consommation est de 21 210 € (20 020 € dans le département).

### Emploi
|                | 2008   | 2013  | 2018   |
| -------------- | ------ | ----- | ------ |
| Commune        | 9,8 %  | 8,9 % | 10,9 % |
| Département    | 10,6 % | 12 %  | 12 %   |
| France entière | 8,3 %  | 10 %  | 10 %   |

En 2018, la population âgée de 15 à 64 ans s'élève à 637 personnes, parmi lesquelles on compte 73,4 % d'actifs (62,4 % ayant un emploi et 10,9 % de chômeurs) et 26,6 % d'inactifs,. Depuis 2008, le taux de chômage communal (au sens du recensement) des 15-64 ans est inférieur à celui du département, mais supérieur à celui de la France.
La commune fait partie de la couronne de l'aire d'attraction d'Uzès, du fait qu'au moins 15 % des actifs travaillent dans le pôle,. Elle compte 219 emplois en 2018, contre 211 en 2013 et 189 en 2008. Le nombre d'actifs ayant un emploi résidant dans la commune est de 404, soit un indicateur de concentration d'emploi de 54,1 % et un taux d'activité parmi les 15 ans ou plus de 55,6 %.
Sur ces 404 actifs de 15 ans ou plus ayant un emploi, 109 travaillent dans la commune, soit 27 % des habitants. Pour se rendre au travail, 86,7 % des habitants utilisent un véhicule personnel ou de fonction à quatre roues, 2,7 % les transports en commun, 3,7 % s'y rendent en deux-roues, à vélo ou à pied et 6,8 % n'ont pas besoin de transport (travail au domicile).

### Activités hors agriculture

#### Secteurs d'activités
127 établissements sont implantés  à Arpaillargues-et-Aureillac au 31 décembre 2019. Le tableau ci-dessous en détaille le nombre par secteur d'activité et compare les ratios avec ceux du département,.
| Secteur d'activité                                                                                        | Commune | Commune | Département |
| Secteur d'activité                                                                                        | Nombre  | %       | %           |
| --- | ------- | ------- | ----------- |
| Ensemble                                                                                                  | 127     | 100 %   | (100 %)     |
| Industrie manufacturière, industries extractives et autres                                                | 9       | 7,1 %   | (7,9 %)     |
| Construction                                                                                              | 33      | 26 %    | (15,5 %)    |
| Commerce de gros et de détail, transports, hébergement et restauration                                    | 34      | 26,8 %  | (30 %)      |
| Information et communication                                                                              | 4       | 3,1 %   | (2,2 %)     |
| Activités financières et d'assurance                                                                      | 3       | 2,4 %   | (3 %)       |
| Activités immobilières                                                                                    | 4       | 3,1 %   | (4,1 %)     |
| Activités spécialisées, scientifiques et techniques et activités de services administratifs et de soutien | 15      | 11,8 %  | (14,9 %)    |
| Administration publique, enseignement, santé humaine et action sociale                                    | 14      | 11 %    | (13,5 %)    |
| Autres activités de services                                                                              | 11      | 8,7 %   | (8,8 %)     |

Le secteur du commerce de gros et de détail, des transports, de l'hébergement et de la restauration est prépondérant sur la commune puisqu'il représente 26,8 % du nombre total d'établissements de la commune (34 sur les 127 entreprises implantées  à Arpaillargues-et-Aureillac), contre 30 % au niveau départemental.

#### Entreprises
L'entreprise ayant son siège social sur le territoire communal qui génère le plus de chiffre d'affaires en 2020 est : 
- Lanier Construction, construction d'autres bâtiments (133 k€).

### Agriculture
La commune est dans les Garrigues, une petite région agricole occupant le centre du département du Gard. En 2020, l'orientation technico-économique de l'agriculture  sur la commune est la viticulture. 
|               | 1988 | 2000 | 2010 | 2020 |
| ------------- | ---- | ---- | ---- | ---- |
| Exploitations | 21   | 25   | 28   | 22   |
| SAU (ha)      | 456  | 537  | 487  | 500  |

Le nombre d'exploitations agricoles en activité et ayant leur siège dans la commune est passé de 21 lors du recensement agricole de 1988  à 25 en 2000 puis à 28 en 2010 et enfin à 22 en 2020, soit une augmentation de 1 % en 32 ans. Le même mouvement est observé à l'échelle du département qui a perdu pendant cette période 61 % de ses exploitations,. La surface agricole utilisée sur la commune a quant à elle augmenté, passant de 456 ha en 1988 à 500 ha en 2020. Parallèlement la surface agricole utilisée moyenne par exploitation a augmenté, passant de 22 à 23 ha.

## Culture locale et patrimoine

### Lieux et monuments
- Église Saint-Christophe d'Arpaillargues-et-Aureillac.
- Temple de l'Église protestante unie de France d'Arpaillargues-et-Aureillac.
- Église fortifiée Saint-Pierre d'Aureillac.

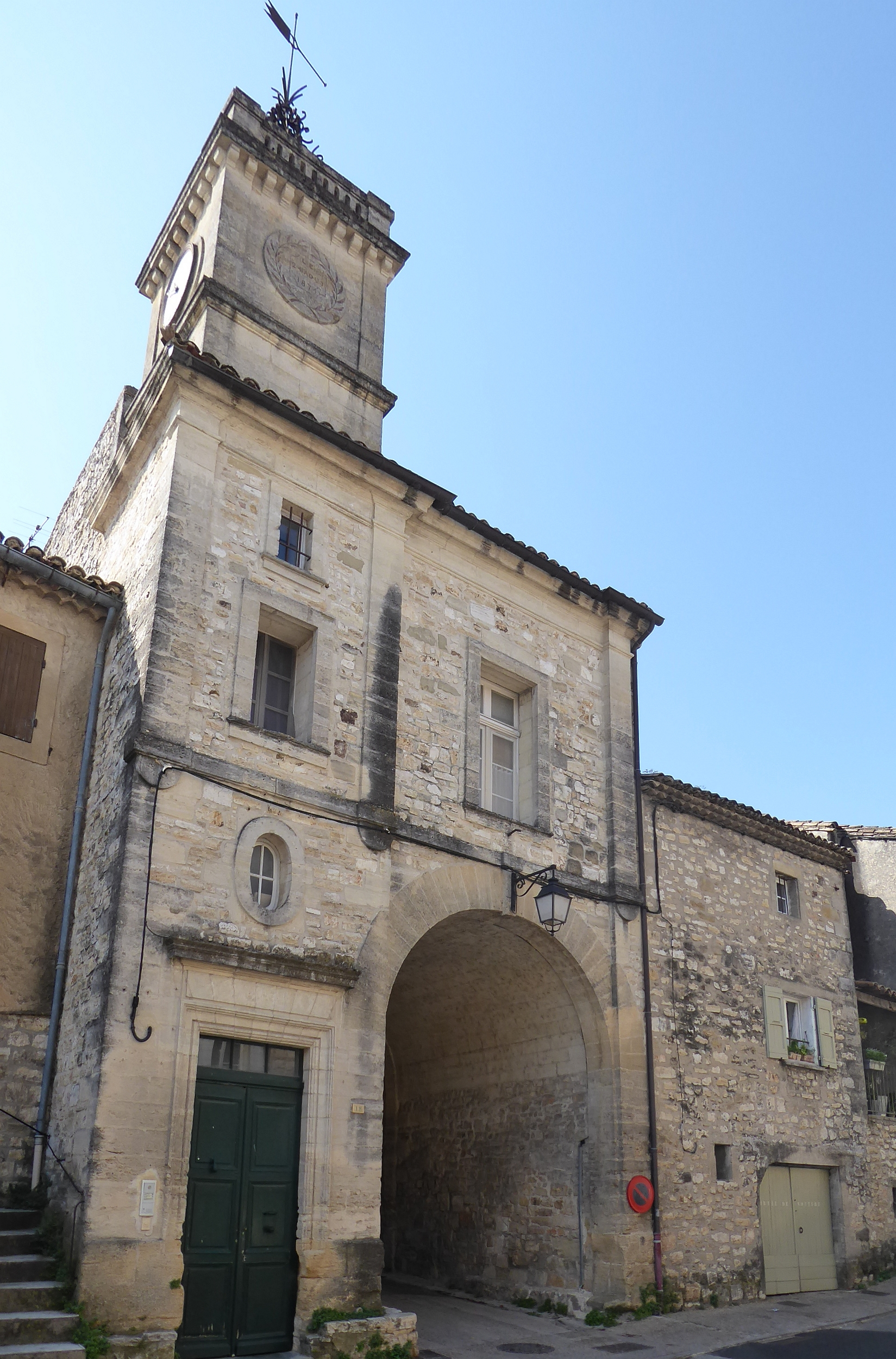
Beffroi d'Arpaillargues.
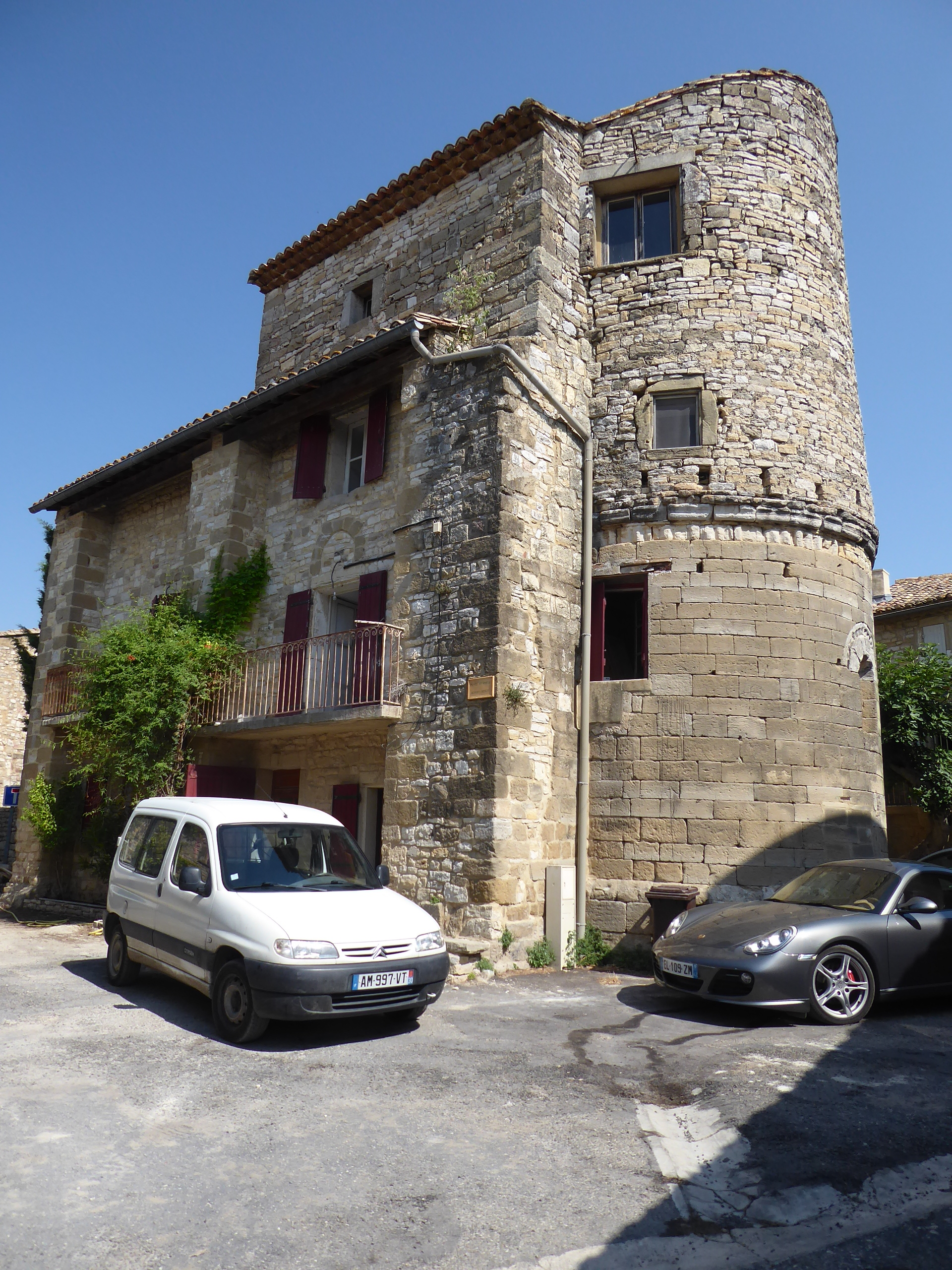
Église fortifiée Saint-Pierre d'Aureillac.
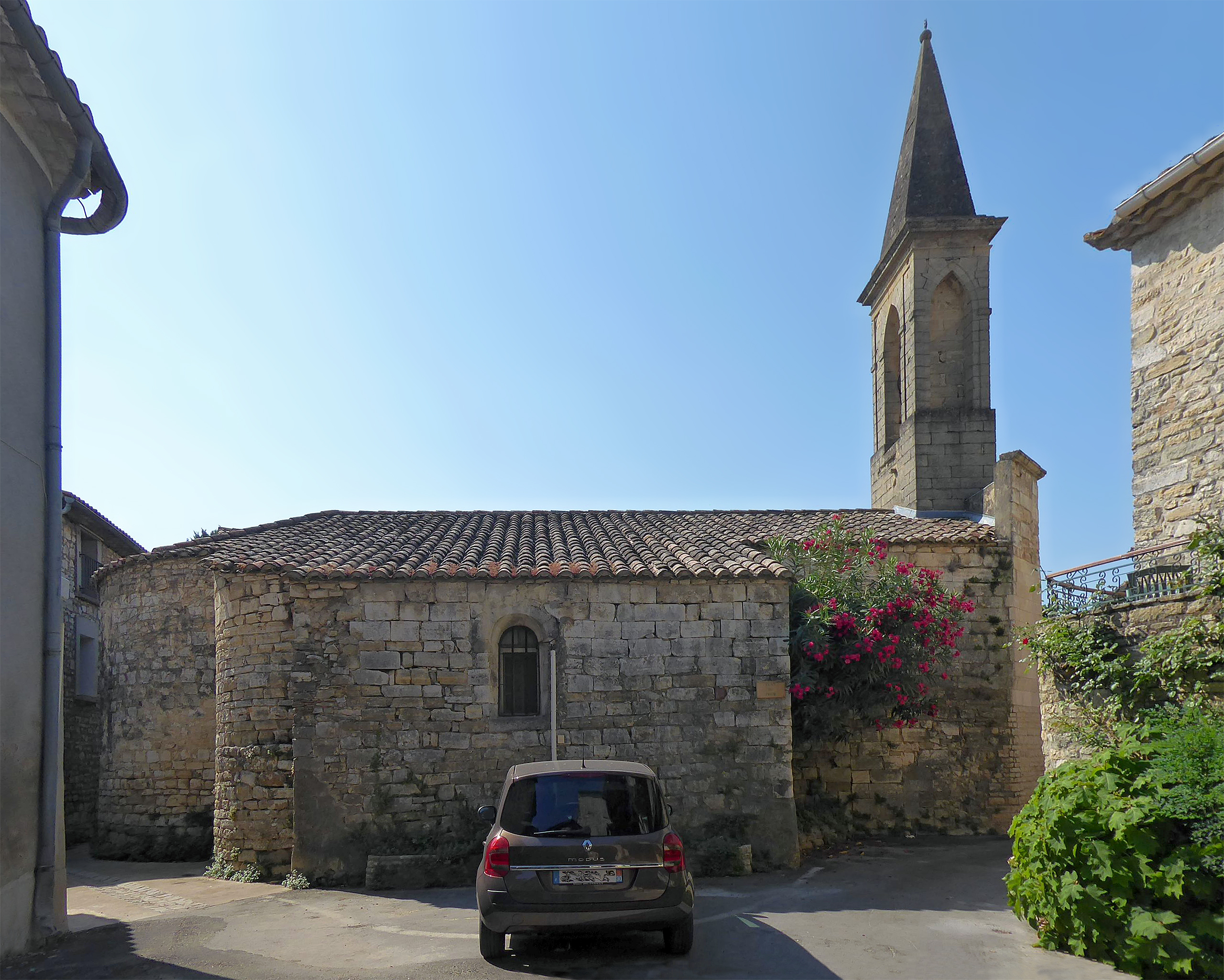
Église Saint-Christophe d'Arpaillargues.
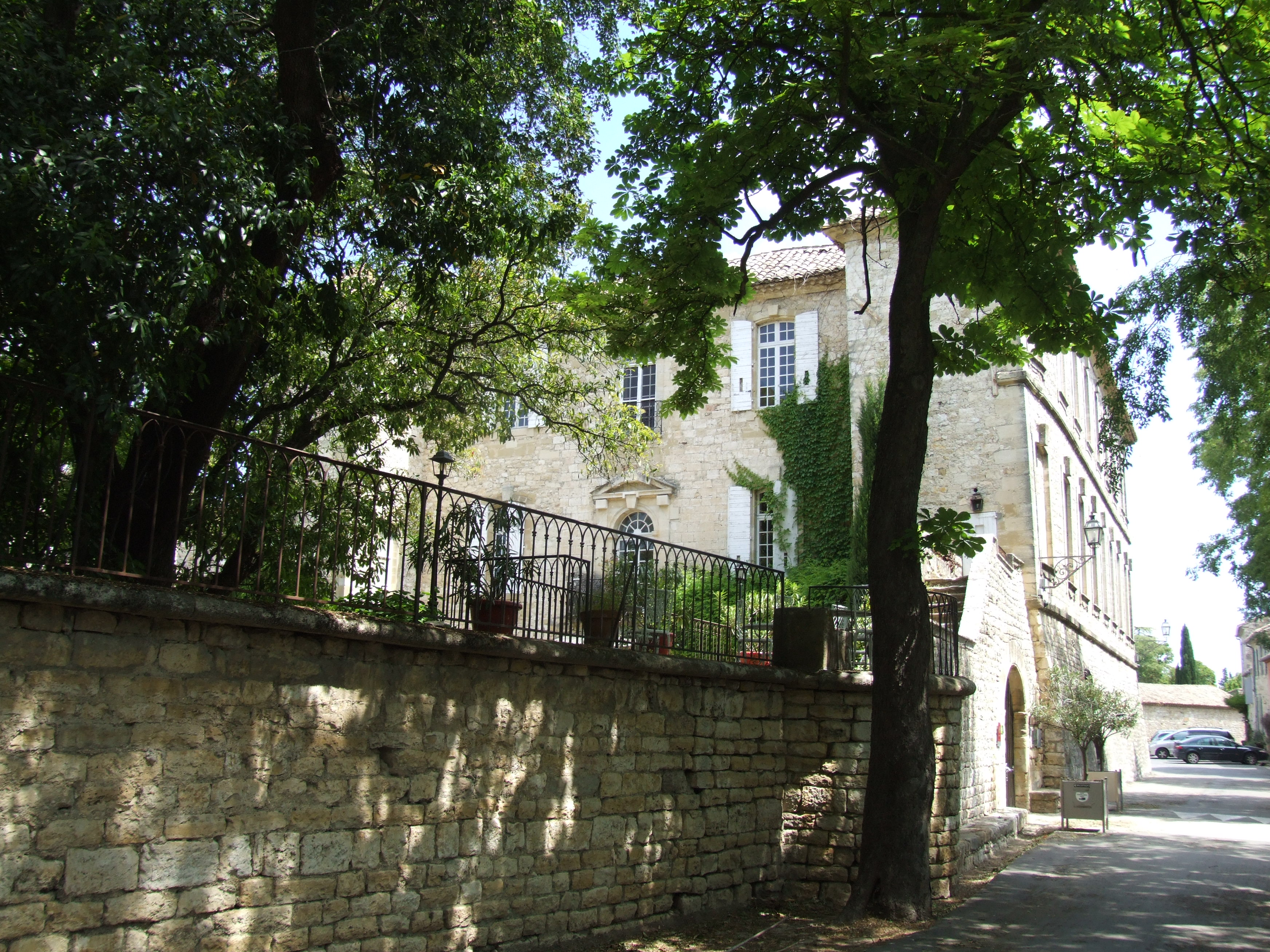
Le château d'Arpaillargues.
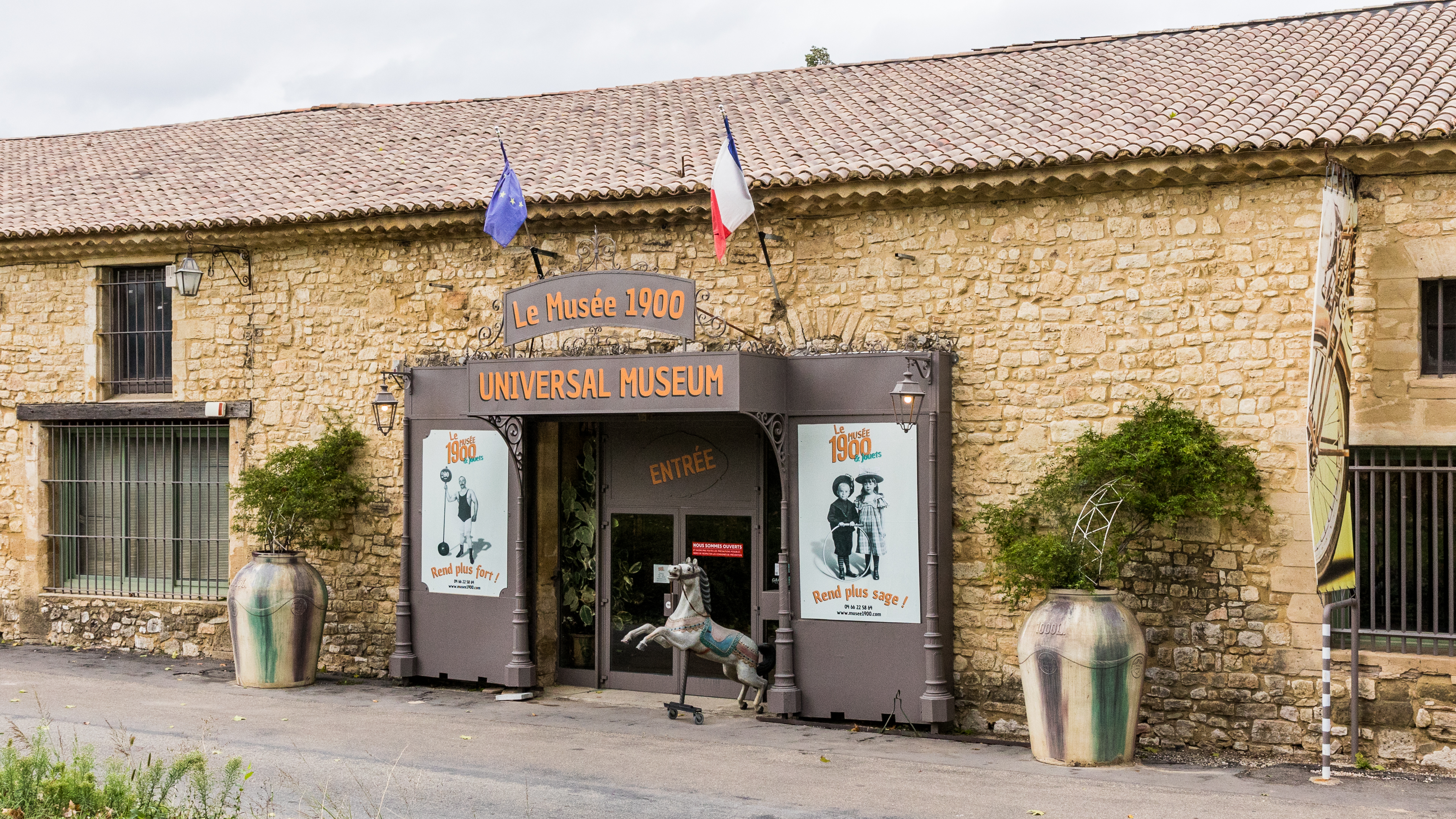
Le musée 1900.
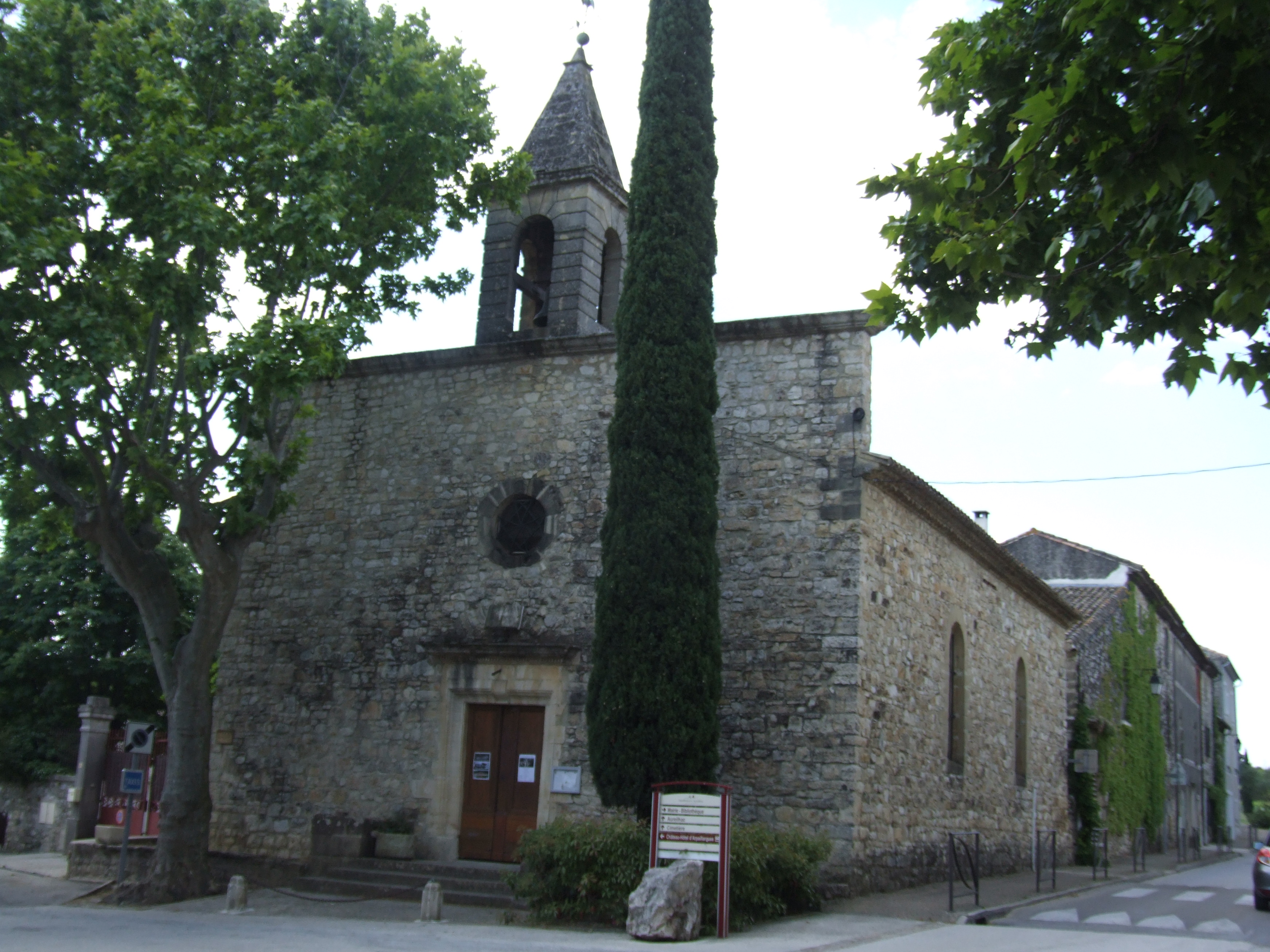
Temple de l'Église protestante unie de France.

- La maison Fage.
- Murs en pierres sèches et capitelles à découvrir à travers le Sentier des Conques[29] animé par l'association la Zébrine[30].

## Héraldique
| Blason de Arpaillargues-et-Aureillac | Blason  | D'argent la bande losangée d'argent et de sable. |
| Blason de Arpaillargues-et-Aureillac | Détails |                                                  |